# أفونسو بيتوتيث
أفونسو بيتوتيث (توفي 951)، هو أحد النبلاء من العصور الوسطى، في مملكة ليون، كان إيرل أودثا في بونتيفيدرا، غاليسيا.

## الأسرة
تزوج من منديس من أستورياس، ابنة هرمنغيلدو بيريز وإيبيريا، وأنجبا:
- غونزالو أفونسو بيتوتيث، متزوج من تيريزا إيريس من لوغو، ابنة ايرو فرنانديز، حاكم لوغو وأوسندا أو إلبيرة وأنجبا:-
  - هرمنغيلدو غونسالفيس «كونت بورتس كال» بزواجه من مومدونا دياث·
  - بالو غونسالفيس «إيرل أودثا»·
  - أراغونتا غونسالفيس «ملكة ليون وغاليسيا القرينة» بزواجها من أرودونيو الثاني.